# Hirtella lightioides
Hirtella lightioides är en tvåhjärtbladig växtart som beskrevs av Henry Hurd Rusby. Hirtella lightioides ingår i släktet Hirtella och familjen Chrysobalanaceae. Inga underarter finns listade i Catalogue of Life.